# Suntribe
Suntribe byla estonská dívčí skupina, která se zúčastnila 50. ročníku Eurovision Song Contest. V původní sestavě byly Mari-Leen Kaselaan, Rebecca Kontus, Laura Põldvere a Jaanika Vilipo. Později se k nim připojila pátá členka Daana Ots.
Skupina vyhrála estonské národní kolo –⁠⁠⁠⁠⁠⁠ Eurolaul –⁠⁠⁠⁠⁠⁠ s písní „Let’s Get Loud“, kterou napsal Sven Lõhmus a která získala 10 583 diváckých hlasů. Na Eurovizi v Kyjevě Estonsko vystoupilo 19. května v semifinále jako dvanácté v pořadí. Skupina ale skončila s 31 body až na 20. místě a nekvalifikovala se do finále.
Skupina se po Eurovizi rozpadla a členky pokračovaly v sólových kariérách. Laura Põldvere Estonsko na Eurovizi znovu reprezentovala v roce 2017.

## Diskografie
Skupina vydala pouhé dva singly:
- 2005: „Ei Tunne Mind“
- 2005: „Let's Get Loud“